# NN-136
La carretera NN‑136 es una vía departamental secundaria del departamento de Chontales. Sirve como prolongación del eje vial NN-135 y conecta a la comunidad de La Gateada con el municipio de Cuapa, en el centro-sur del país.

## Trazado y cruces
| km  | Localidad / Punto | Departamento | Conexión / Ruta |
| --- | ----------------- | ------------ | --------------- |
| 0,0 | La Gateada        | Chontales    | NN 135          |
| 4,6 | San Nicolás       | Chontales    | Camino rural    |
| 9,4 | Cuapa             | Chontales    | Calle local     |

## Coordenadas
Uno de los tramos de la NN‑136 puede ser encontrado en las coordenadas: 11°25′16″N 84°08′42″O / 11.4210, -84.1450